# جان داور
جان داور (انگلیسی: John W. Dower؛ ۲۱ ژوئن ۱۹۳۸ –) تاریخ‌نگار، نویسنده، و کارشناس سیاسی اهل ایالات متحده آمریکا بود.